# Bur Dubai
Bur Dubai (in arabo بر دبي‎?) è un quartiere storico di Dubai, negli Emirati Arabi Uniti. Si trova sulla sponda occidentale del Khor Dubai e separa il quartiere di Deira a est da quello di Jumeirah a ovest. In senso estensivo Bur Dubai può anche indicare l'isola formatasi dopo i lavori di prolungamento del Dubai Creek, attraverso Business Bay e Dubai Canal, che hanno ricollegato il suddetto canale al mare a valle della sua foce naturale.

## Storia

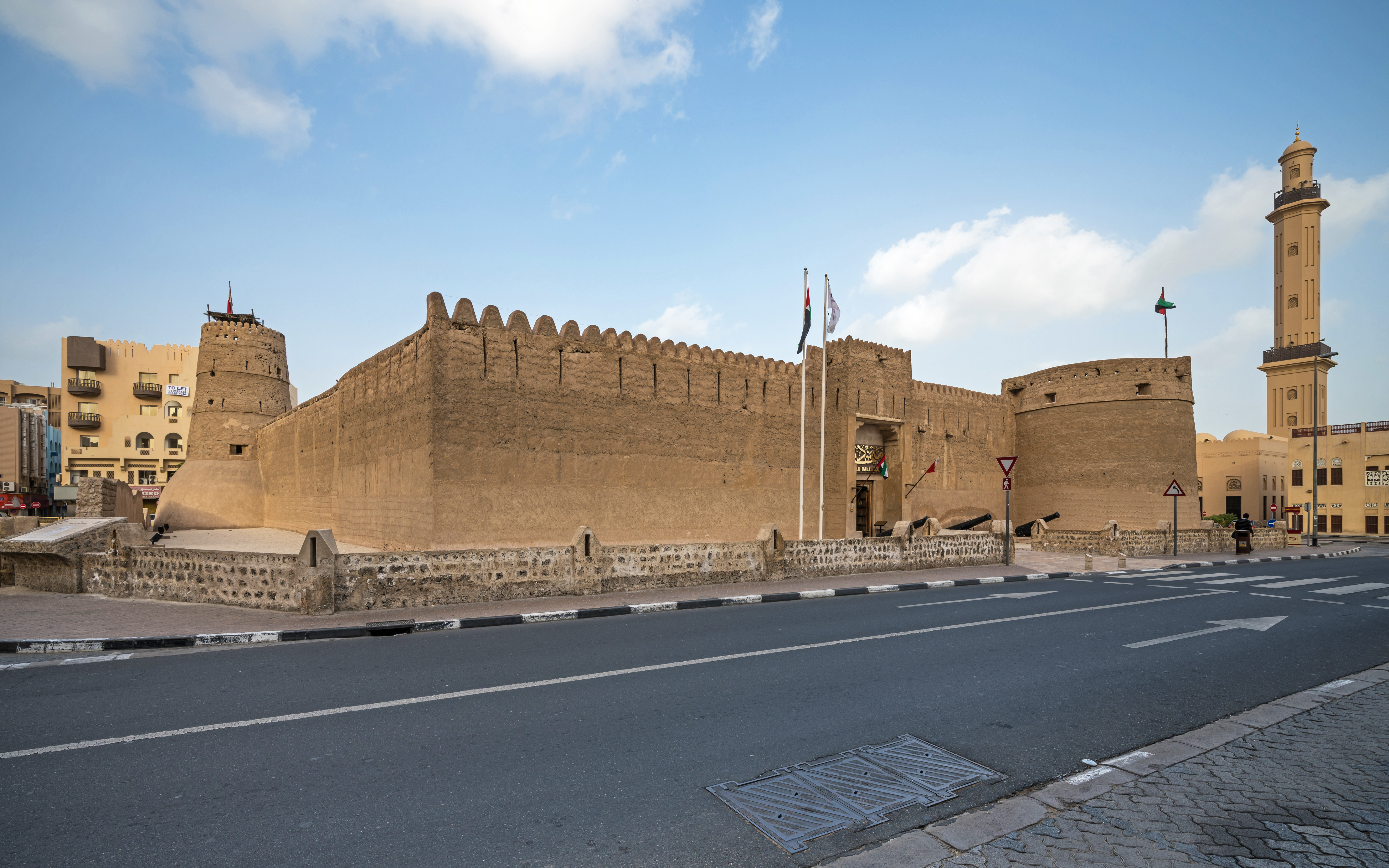
Forte di Al Fahidi

Bur Dubai è la parte più antica di Dubai. Infatti è proprio qui che nel 1833, circa 800 membri della tribu Al Bu Falasah si rifugiarono a seguito delle persecuzioni patite per colpa dell'emiro di Abu Dhabi Khalifa bin Shakhbut Al Nahyan, che con un colpo di stato eveva rovesciato il precedente emiro Tahnun bin Shakhbut Al Nahyan. Il leader di Al Bu Falasah era Maktum bin Butti che insieme al suo alleato Obeid bin Said bin Rashid prese il controllo di Dubai. Maktum bin Butti è il fondatore della Famiglia Al Maktoum che è l'attuale casa regnante di Dubai. 
Al tempo degli eventi citati i soli insediamenti della zona erano costituiti da circa 250 case ad Al Shindagha abitate da pescatori di perle e dal forte Al Fahidi costruito nel 1787 a protezione dell'insediamento contro i pirati.
Negli anni successivi, grazie allo sviluppo notevole del mercato delle perle, l'insediamento si espanse con il porto naturale nell'area vicino al forte di Al Fahidi che forniva un molo per le navi commerciali e le imbarcazioni degli addetti alla raccolta di perle. Questa crescita fu favorita anche dal fatto che la regione era situata tra le confederazioni tribali rivali dei Banu Yas di Abu Dhabi a sud e degli al-Qasimi di Sharja e Ras al-Khaimaa nord e beneficiava della sua posizione tra i due, ed inoltre dai buoni rapporti che Maktum bin Butti aveva stabilito e manteneva con gli inglesi.

## Territorio

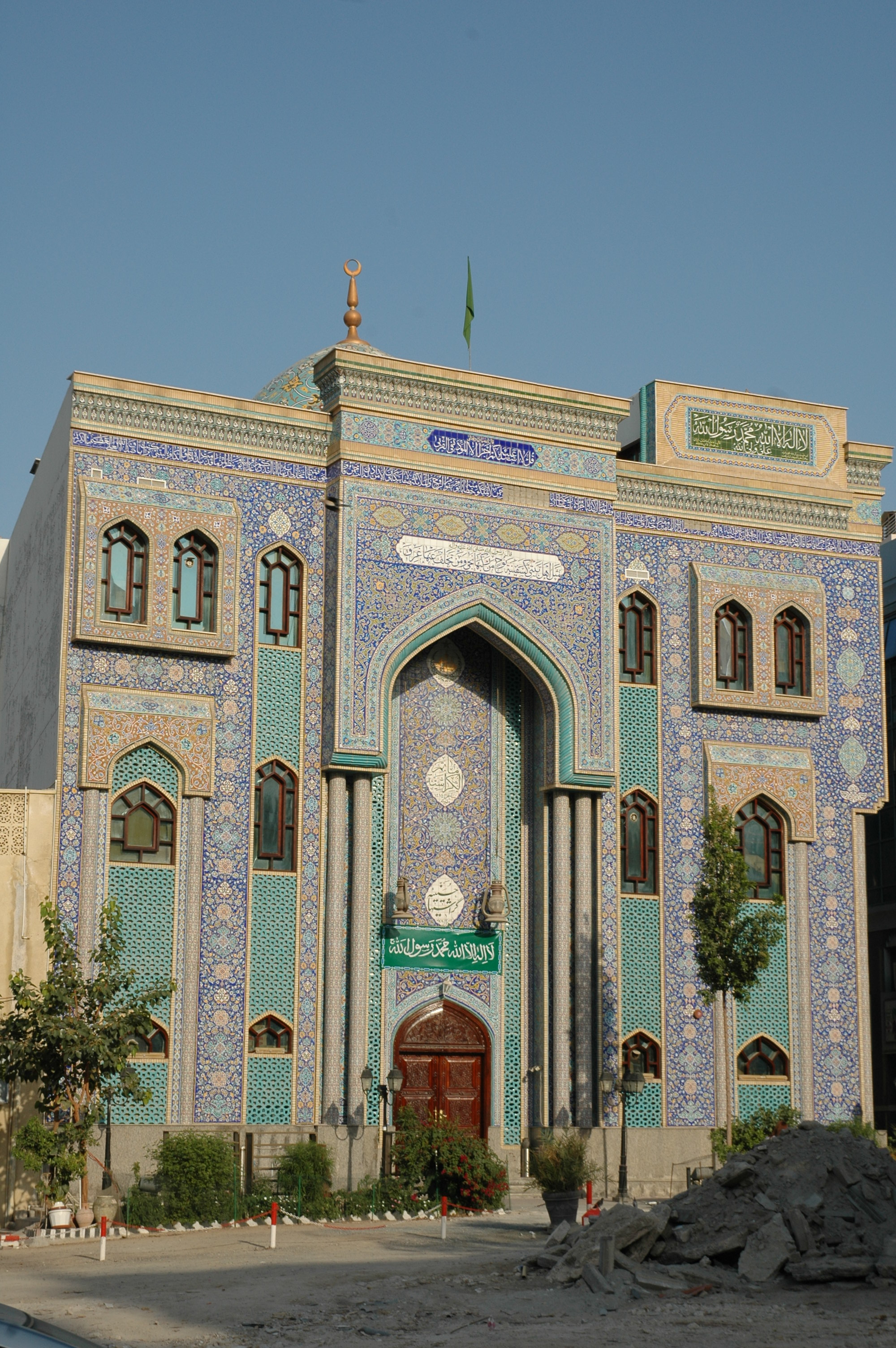
La Moschea Iraniana Hosainia

Come detto Bur Dubai si sviluppa lungo la riva sud-occidentale del Dubai Creek in quello che una volta era il nucleo storico della città.
Di questa parte antica in realtà oggi rimane assai poco, in parte cancellata da nuove costruzioni:
- Il forte di Al Fahidi, che ospita il Museo di Dubai che essendo stato costruito nel 1787 è il più vecchio edificio della città;
- La residenza di Saeed Al Maktoum, che fu la residenza ufficiale dell'emiro Saeed bin Maktoum Al Maktoum sovrano di Dubai dal 1929 al 1958, nella zona nord-ovest del quartiere, lungo il Dubai Creek;
- La casa dello sceicco Obaid bin Thani, costruita nel 1916 e oggi adibita a museo archeologico, nel quartiere Al Shindagha, lungo il Dubai Creek;
- il quartiere storico Al Bastakiya, conosciuto anche come Al Fahidi, si trova a est del forte di Al Fahidi, lungo il Dubai Creek. La sua costruzione risale al 1890 ed è caratterizzato dalla presenza di tradizionali case a corte con le loro torri eoliche. Al tempo il quartiere era abitato per lo più da mercanti persiani attirati dalle agevolazioni fiscali previste dagli Emirati per chi si trasferiva a Dubai.

- la Moschea Iraniana Hosainia, costruita nel 1979;
- La Grande Moschea di Dubai, costruita originariamente nel 1900, poi demolita e ricostruita nel 1960 e infine parzialmente rifatta nel 1988. Il suo minareto, alto 70 m. è il più alto della città.[4]
- il Dubai Textile Souk, tradizionale mercato di prodotti tessili lungo il Dubai Creek.

Per quanto riguarda la parte più moderna di Bur Dubai, occorre notare che fra il 2013 e il 2016 il Dubai Creek è stato prolungato di circa 13 km attraverso la realizzazione di altri due tratti chiamati Business Bay e Dubai Canal che lo congiungono di nuovo al Golfo Persico poco a sud della spiaggia di Jumeirah, trasformando quindi il Bur Dubai in un'isola.
I trasporti sono assicurati dalla Metropolitana di Dubai le cui linee Rossa e Verde attraversano il quartiere sia in senso nord-sud che est-ovest incrociandosi alla stazione di scambio di BurJuman posta alla intersezione delle Sheikh Khalifa Bin Zayed Street e Khalid Bin Al Waleed Road.
Bur Dubai ospita un gran numero di centri commerciali, musei e luoghi di interesse. Oltre a quelli già citati, nella parte moderna del quartiere si trovano:
- Wafi Mall. È un complesso multifunzionale che comprende un centro commerciale, un hotel 5 stelle, ristoranti, alloggi privati e una discoteca. Il centro commerciale è stato aperto nel 1991 e include oltre 200 negozi.[6]
- BurJuman. È uno dei più antichi centri commerciali di Dubai, è stato recentemente ampliato e ora comprende oltre 74,000 m².[7]
- Dubai Frame. È uno dei simboli di Dubai. Ha la forma di una cornice con una altezza di 150 m. e una larghezza di 93 m. È uno dei luoghi più visitati di Dubai di cui offre una vista dall'alto sicuramente inimitabile. Nella parte inferiore ospita un museo che illustra la storia di Dubai. È stato inaugurato nel 2018.[8]

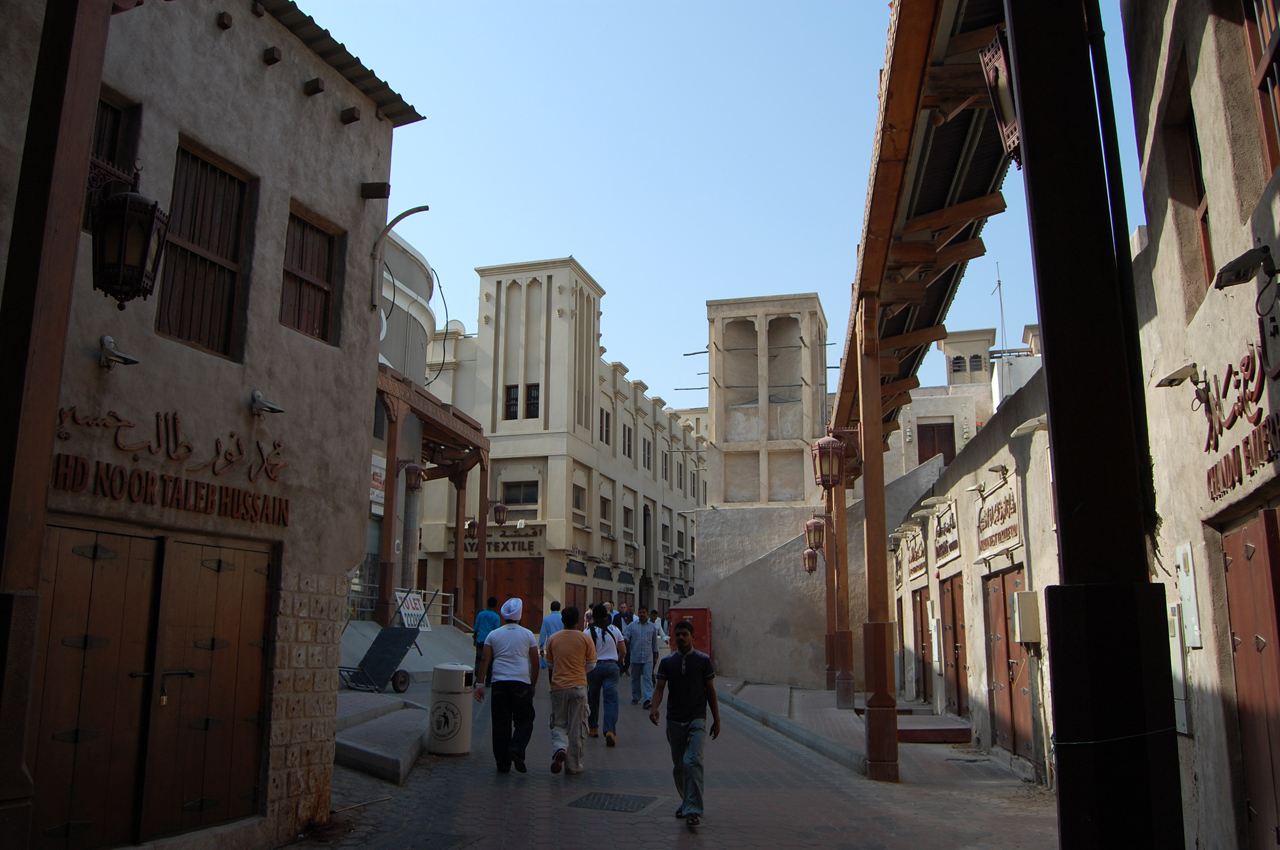
Strada di Bur Dubai

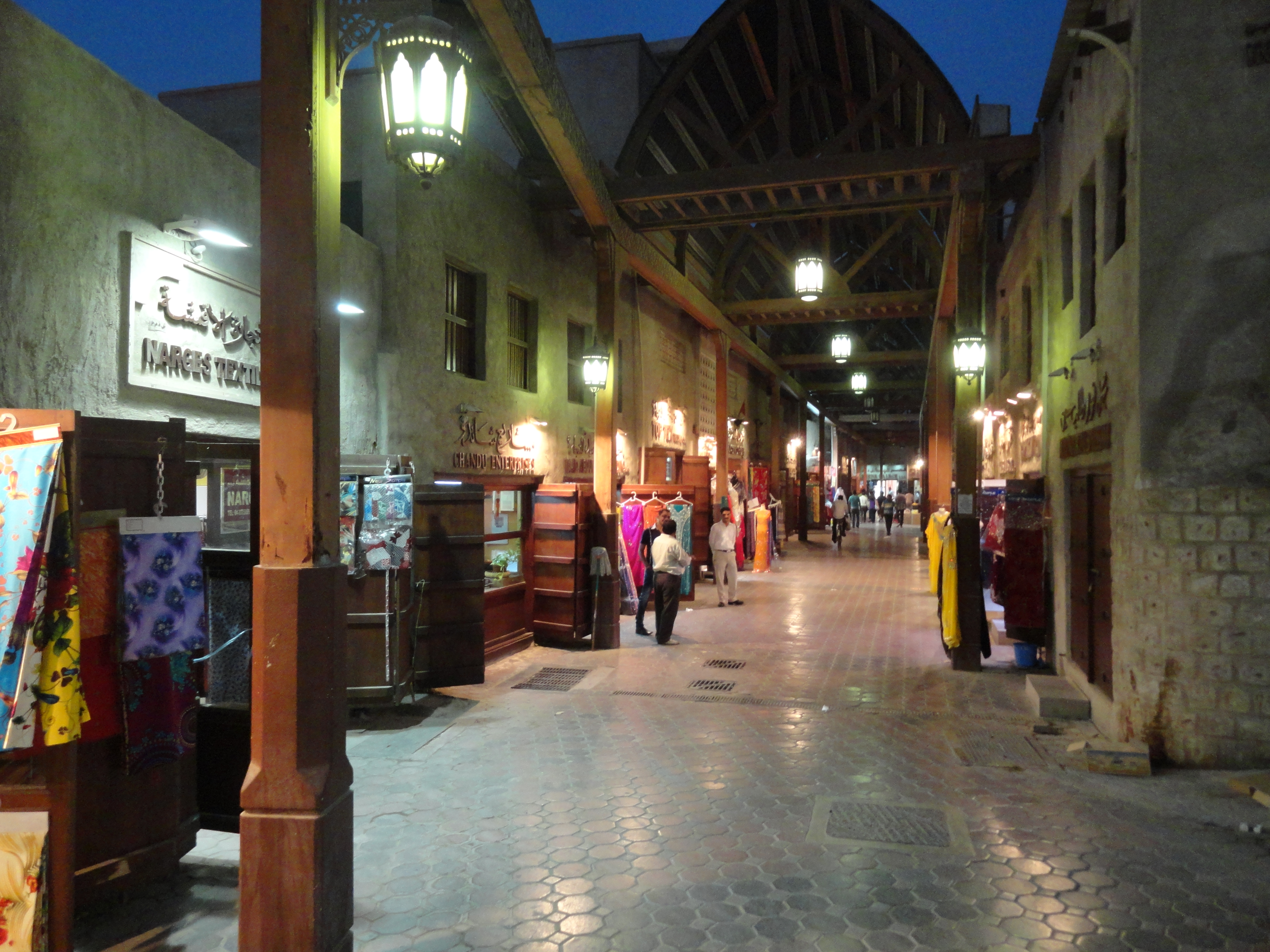
Texile Suq in Bur Dubai

### Suddivisioni
Bur Dubai comprende al suo interno una serie di quarteri o comunità:
- Al Shindagha, nella zona nord-ovest, lungo il Dubai Creek;
- Al Souk Al Kabir, a nord, lungo il Dubai Creek;
- Al Hamriya, a nord, lungo il Dubai Creek;
- Umm Hurair, divisa in Umm Hurair First e Umm Hurair Second, a nord e est, lungo il Dubai Creek;
- Al Mina, a ovest lungo la costa;
- Al Raffa, nella zona centro occidentale;
- Al Mankhool, nella zona centrale;
- Al Karama, nella zona centrale;
- Oud Metha (anche nota come Al Nasr), nella zona centro-orientale;
- Al Hudaiba, a sud-ovest;
- Al Jafiliya, a sud;
- Al Kifaf, a sud;
- Zabeel, suddiviso in Zabeel First e Zabeel e Second, nella zona sud;
- Al Jaddaf, nella zona sud-orientale, lungo il Dubai Creek.